# Iso-Valkeainen (sjö i Kuhmo, Kajanaland)
Iso-Valkeainen är en sjö i kommunen Kuhmo i landskapet Kajanaland i Finland. Sjön ligger 214,2 meter över havet. Arean är 88 hektar och strandlinjen är 8,72 kilometer lång. Sjön  ingår i Uleälvens huvudavrinningsområde.   Den ligger omkring 74 kilometer öster om Kajana och omkring 480 kilometer nordöst om Helsingfors. 